# 하산 옙다
하산 옙다(아랍어: حسان يبدة 하산 옙다[*], 1984년 5월 14일 ~)는 알제리의 전 축구 선수이다.

## 수상 경력

### 클럽
벤피카
- 포르투갈 리그컵: 2008–09

포츠머스
- FA컵: 준우승 2009–10

### 국가대표팀
- FIFA U-17 월드컵: 2001